# Assedio di Marash
L'assedio di Marash fu condotto dalle forze musulmane del Califfato dei Rashidun nel corso delle campagne in Anatolia nel 638. La città si arrese senza che fosse stato versato troppo sangue. Questa spedizione è importante perché contrassegna la fine della carriera militare del maggior generale che abbia mai potuto vantare il mondo arabo-islamico, Khalid ibn al-Walid, che fu esonerato dal comando dell'esercito pochi mesi dopo il suo ritorno dalla spedizione.

## Antefatti
I musulmani vinsero una decisiva battaglia a Yarmouk nell'agosto del 636, facendo così fallire il tentativo dell'imperatore bizantino Eraclio di riconquistare la Siria romana. In seguito, non potendo inviare altre truppe imperiali nella regione, Eraclio ritentò l'impresa con l'aiuto dei suoi alleati Arabi cristiani di Al Jazira. L'esercito degli arabo-cristiani mise sotto assedio Emesa a metà dell'estate del 638. I musulmani evitarono la battaglia in campo aperto, optando per una strategia difensiva che li condusse sino a Emesa. In città vennero richiamati tutti i reggimenti di stanza negli avamposti settentrionali siriani. Gli arabo-cristiani dovettero togliere l'assedio quando, su ordine del califfo Umar, l'esercito rashide attaccò Jazira dall'Iraq. A questo punto, la retroguardia dell'esercito assediante fu attaccata da un contingente musulmano guidato da Khalid ibn Walid, che distrusse i soldati bizantini. Il califfo Umar lanciò quindi un attacco di ampia portata verso Jazira e in pochi mesi la conquistò. Non appena la parte occidentale di Jazira venne occupata, Abu Ubaidah ibn al-Jarrah scrisse a Umar e gli chiese che Ayadh bin Ghanam, anche lui all'opera nella stessa zona della regione, fosse posto sotto il suo comando, così che lo potesse inviare nelle scorribande verso i confini settentrionali. Umar fu d'accordo, e Ayadh fu inviato alla volta di Emesa insieme con parte delle forze musulmane inviate a Jazira dall'Iraq.

## L'assedio
Nell'autunno del 638, Abu Ubaidah inviò molte truppe, incluse quelle comandate da Khalid ibn Walid e Ayadh, all'attacco dei territori bizantini in Anatolia sino alla città di Tarso.. L'obiettivo di Khalid era Marash, la città che giace in una piana ai piedi dei monti Tauri. La regione è molto conosciuta per la sua produzione di salep, una farina proveniente dai tuberi di orchidea essiccati. Alla fine del 638 l'esercito rashide mise sotto assedio la città difesa da una guarnigione bizantina. Non attendendosi alcun aiuto dal proprio Imperatore, i soldati cristiani si arresero agli assedianti secondo i canoni della Jizya offerti dall'esercito rashide, i quali concedevano la grazia a soldati difensori e popolazione. Per quanto riguarda i beni materiali, l'esercito musulmano poté prendersi tutto ciò che desiderava.

## Conseguenze
Si narra che Khalid fece ritorno a Qinnasrin carico di un bottino che raramente si era visto prima. Molti storici musulmani scrissero che Soltanto i beni conquistati a Marash sarebbero bastati a rendere ricchi per tutta la vita i soldati della spedizione. Khalid ibn Walid, che viveva l'apice della sua carriera militare, fu messo da parte dal califfo Umar a causa dell'immensa popolarità guadagnata sul campo. Era opinione generale che il califfo fosse adirato con Walid, ma in seguito Umar stesso chiarì che:
()
Khalid venne esortato da molti suoi compagni a ribellarsi a quest'ingiustizia, ma non lo fece, nonostante avesse la possibilità di fare un colpo di Stato e impadronirsi del potere. Egli decise invece di allontanarsi dai giochi di palazzo e morì quattro anni dopo, nel 642, a Emesa. Si dice che il califfo Umar fosse molto imbarazzato per la sua cattiva condotta nei confronti di Khalid, e abbia dunque detto che l'avrebbe nominato 'suo successore al momento della propria morte, se solo fosse ancora vivo'.